# Haus Pape
Das Haus Pape befindet sich in Bremen, Stadtteil Schwachhausen, Ortsteil Bürgerpark, Hartwigstraße 37. Die Villa entstand 1927 nach Plänen von Regierungsbaumeister a. D. Carl Krahn. Das Gebäude steht seit 2001 unter Bremer Denkmalschutz.

## Geschichte
Die großbürgerliche, zweigeschossige, rechteckige, verklinkerte Villa mit Sockelgeschoss und Walmdach wurde 1926/27 in der Epoche der Zwischenkriegszeit für den Kaufmann Georg Heinrich Friedrich Pape gebaut.
Krahn plante in Bremen viele Villen, Wohn-, Reihen-, Geschäfts- und Landhäuser.
Heute (2018) wird das Haus für eine Kanzlei genutzt.